# Дамп (город в Германии)
Дамп (нем. Damp) — община в Германии, в земле Шлезвиг-Гольштейн.
Входит в состав района Рендсбург-Экернфёрде. Подчиняется управлению Шванзен. Население составляет 1555 человек (на 31 декабря 2010 года). Занимает площадь 13,81 км².

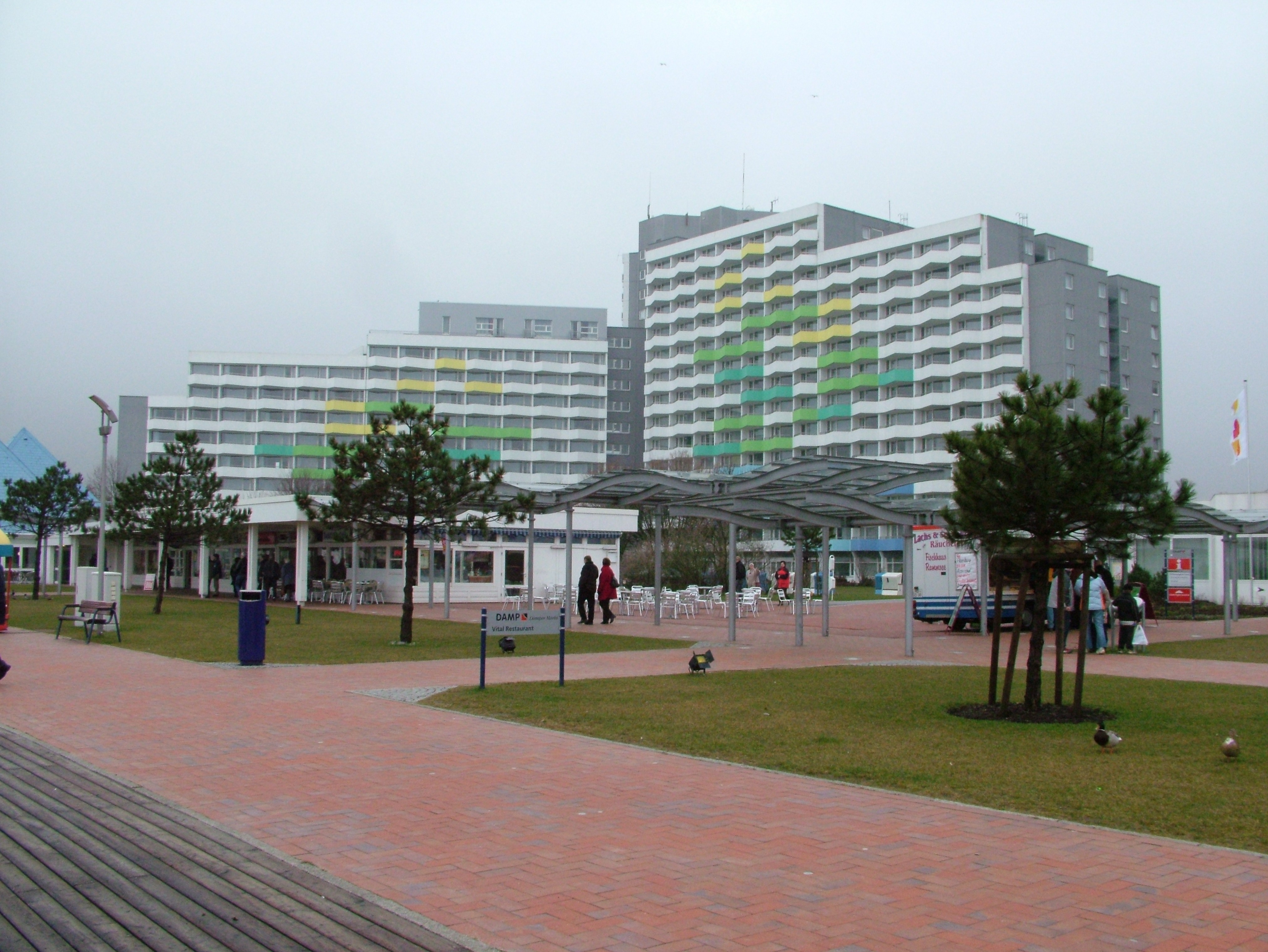
Дамп

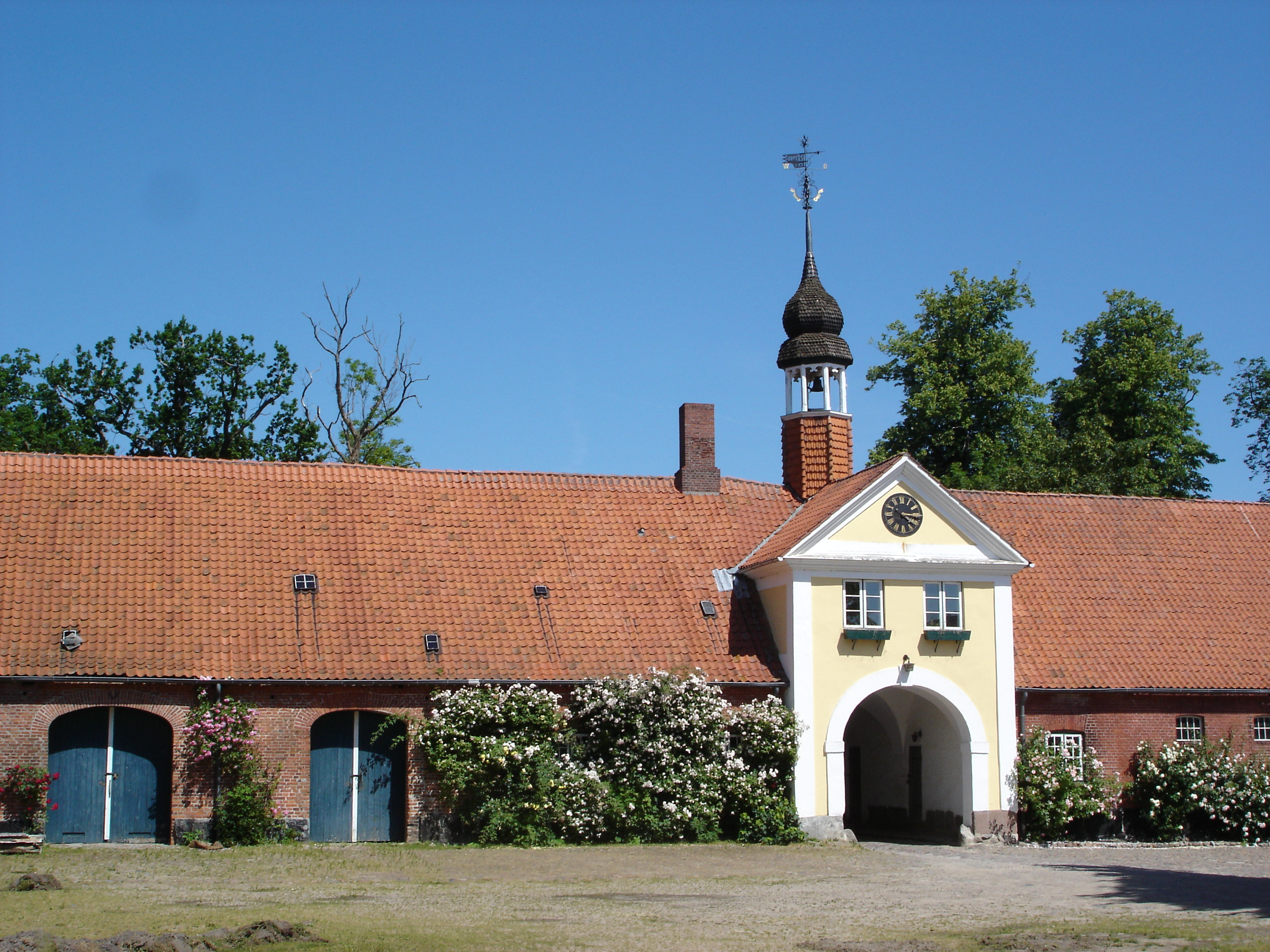
Дамп